# 김경애 (육상 선수)
김경애(金京愛, 1988년 3월 5일 ~ )는 대한민국의 육상 선수로 주 종목은 창던지기이다. 2007년 요르단 암만에서 열린 2007년 아시아 육상 선수권 대회에서 같은 부문에서 당시 개인 최고 기록인 53.01m를 기록하며 은메달을 획득했다.
2008년에 중화인민공화국 베이징에서 열린 2008년 하계 올림픽에 대한민국 국가대표로 참가했다. 예선 3차 시도에서 53.13m를 기록하여 개인 최고 기록을 갱신하였으나 46위에 머물렀다.